# Mliječ
Mliječ (lat. Cicerbita), rod glavočika jezičnjaća iz podtribusa Lactucinae, dio tribusa Cichorieae.
Rodu pripada oko 40 vrsta trajnica koje rastu po Europi i Aziji, a u Hrvatskoj je zabilježena ljubičasti ili planinski mliječ (C. alpina)

## Vrste
1. Cicerbita acuminata (Conrath & Freyn) Grossh.
2. Cicerbita adenophora Beauverd
3. Cicerbita alii Roohi Bano & Qaiser
4. Cicerbita alpina Wallr.
5. Cicerbita astorensis Roohi Bano & Qaiser
6. Cicerbita auriculiformis (C.Shih) N.Kilian
7. Cicerbita azurea Beauverd
8. Cicerbita benthamii (C.B.Clarke) Roohi Bano & Qaiser
9. Cicerbita boissieri (Rouy) C.Jeffrey
10. Cicerbita bourgaei Beauverd
11. Cicerbita brassicifolia Beauverd
12. Cicerbita chiangdaoensis H.Koyama
13. Cicerbita chitralensis (Tuisl) Roohi Bano & Qaiser
14. Cicerbita crambifolia Beauverd
15. Cicerbita crassicaulis Beauverd
16. Cicerbita cyprica Beauverd
17. Cicerbita deltoidea Beauverd
18. Cicerbita garrettii (Kerr) H.Koyama
19. Cicerbita gilgitensis Roohi Bano & Qaiser
20. Cicerbita kossinskyi Krasch.
21. Cicerbita ladyginii (Tzvelev) N.Kilian
22. Cicerbita macrophylla Wallr.
23. Cicerbita madatapensis Gagnidze
24. Cicerbita mulgedioides Beauverd
25. Cicerbita neglecta (Tzvelev) N.Kilian
26. Cicerbita nepalensis Kitam.
27. Cicerbita nuristanica Kitam.
28. Cicerbita olgae Leskov
29. Cicerbita pancicii Beauverd
30. Cicerbita persica Beauverd
31. Cicerbita plumieri Kirschl.
32. Cicerbita prenanthoides Beauverd
33. Cicerbita putii (Kerr) H.Koyama
34. Cicerbita racemosa Beauverd
35. Cicerbita roborowskii Beauverd
36. Cicerbita scoparia (Rech.f. & Köie) Kitam.
37. Cicerbita sonchifolia Beauverd
38. Cicerbita songarica (Regel) Krasch.
39. Cicerbita thianschanica Beauverd
40. Cicerbita variabilis (Bornm.) Bornm.
41. Cicerbita zhenduoi (S.W.Liu & T.N.Ho) N.Kilian